# CONCACAF Women’s Gold Cup 2006
Die siebte CONCACAF Women’s Gold Cup (Nordamerikanische Frauenfußballmeisterschaft) wurde in der Zeit vom 19. bis 26. November 2006 in den USA ausgetragen. Gespielt wurde in Carson und Miami. Sieger wurde zum dritten Mal in Folge die Auswahl der USA, die im Finale den Kanada mit 2:1 nach Verlängerung bezwangen.

## Modus
Die Nationalmannschaften der USA und Kanadas wurden für die Endrunde gesetzt und mussten sich so nicht qualifizieren. In Zentralamerika und der Karibik wurden getrennte Qualifikationen durchgeführt. Beide Regionen erhielten jeweils zwei Startplätze.
Die sechs qualifizierten Mannschaften spielen im K.-o.-System um den Titel. Kanada und die USA haben ein Freilos für das Halbfinale. Die Finalisten qualifizieren sich für die Fußball-Weltmeisterschaft der Frauen 2007 in der Volksrepublik China. Der Sieger des Spiels um Platz drei ermittelt in Hin- und Rückspiel gegen Japan einen weiteren Teilnehmer.

## Teilnehmer
Für das Turnier qualifizierten sich folgende Nationalmannschaften:
| Jamaika | Kanada              | Mexiko                             |
| Panama  | Trinidad und Tobago | USA (Ausrichter, Titelverteidiger) |

- Qualifikation zum CONCACAF Women’s Gold Cup 2006

## Spielplan
| Viertelfinale       | Viertelfinale |  |  | Halbfinale | Halbfinale |  |        | Finale           | Finale           |
|                     |               |  |  |            |            |  |        |                  |                  |
|                     |               |  |  | Kanada     | 4          |  |        |                  |                  |
| Panama              | 0             |  |  | Jamaika    | 0          |  |        |                  |                  |
| Jamaika             | 2             |  |  |            |            |  | USA    | 2                |                  |
|                     |               |  |  |            |            |  | Kanada | 1                |                  |
|                     |               |  |  | USA        | 2          |  |        |                  |                  |
| Mexiko              | 3             |  |  | Mexiko     | 0          |  |        | Spiel um Platz 3 | Spiel um Platz 3 |
| Trinidad und Tobago | 0             |  |  |            |            |  |        | Jamaika          | 0                |
|                     |               |  |  |            |            |  |        | Mexiko           | 3                |

### Viertelfinale
Die Spiele fanden am 19. November 2006 in Miami statt.
|        |   |                     |     |
| Panama | – | Jamaika             | 0:2 |
| Mexiko | – | Trinidad und Tobago | 3:0 |

### Halbfinale
Die Spiele fanden am 22. November 2006 in Carson statt.
|        |   |         |     |
| Kanada | – | Jamaika | 4:0 |
| USA    | – | Mexiko  | 2:0 |

### Spiel um Platz drei
Das Spiel fand am 26. November 2006 in Carson statt.
|         |   |        |     |
| Jamaika | – | Mexiko | 0:3 |

### Finale
Das Spiel fand am 26. November 2006 in Carson statt.
|     |   |        |           |
| USA | – | Kanada | 2:1 n. V. |

Das Finale wurde zu einer hochdramatischen Angelegenheit. Der Siegtreffer für die US-Amerikanerinnen fiel erst in der 120. Minuten durch einen umstrittenen Foulelfmeter. Kristine Lilly behielt die Nerven und schoss ihre Mannschaft zum Sieg.
Die USA und Kanada waren damit für die Frauenfußball-Weltmeisterschaft 2007 qualifiziert. Mexiko und Japan spielen einen weiteren Teilnehmer aus.

## Schiedsrichterinnen
- Dianne Ferreira-James